# Гірські хребти Вірменії

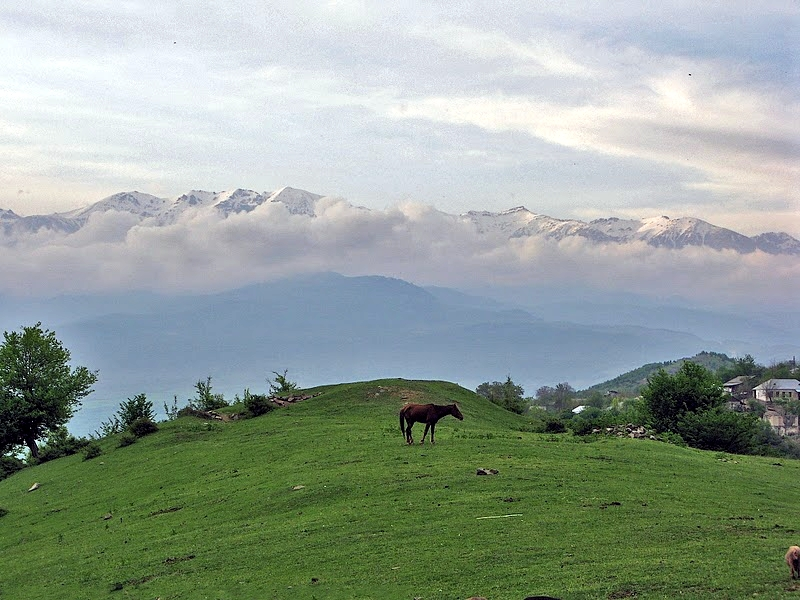
Мравський хребет на кордоні Вірменії з Нагорним Карабахом і Азербайджаном

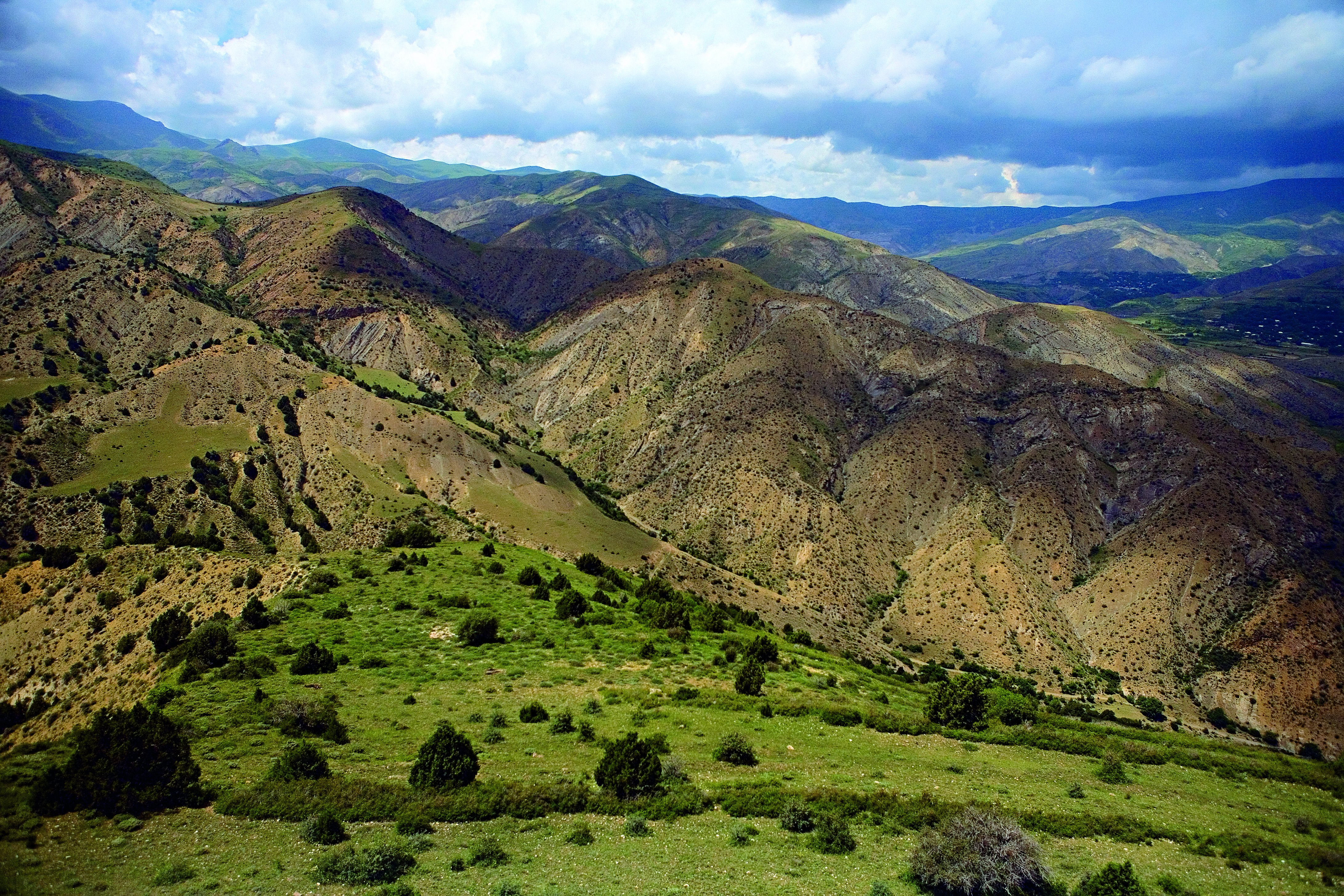
Цахкуняцький хребет

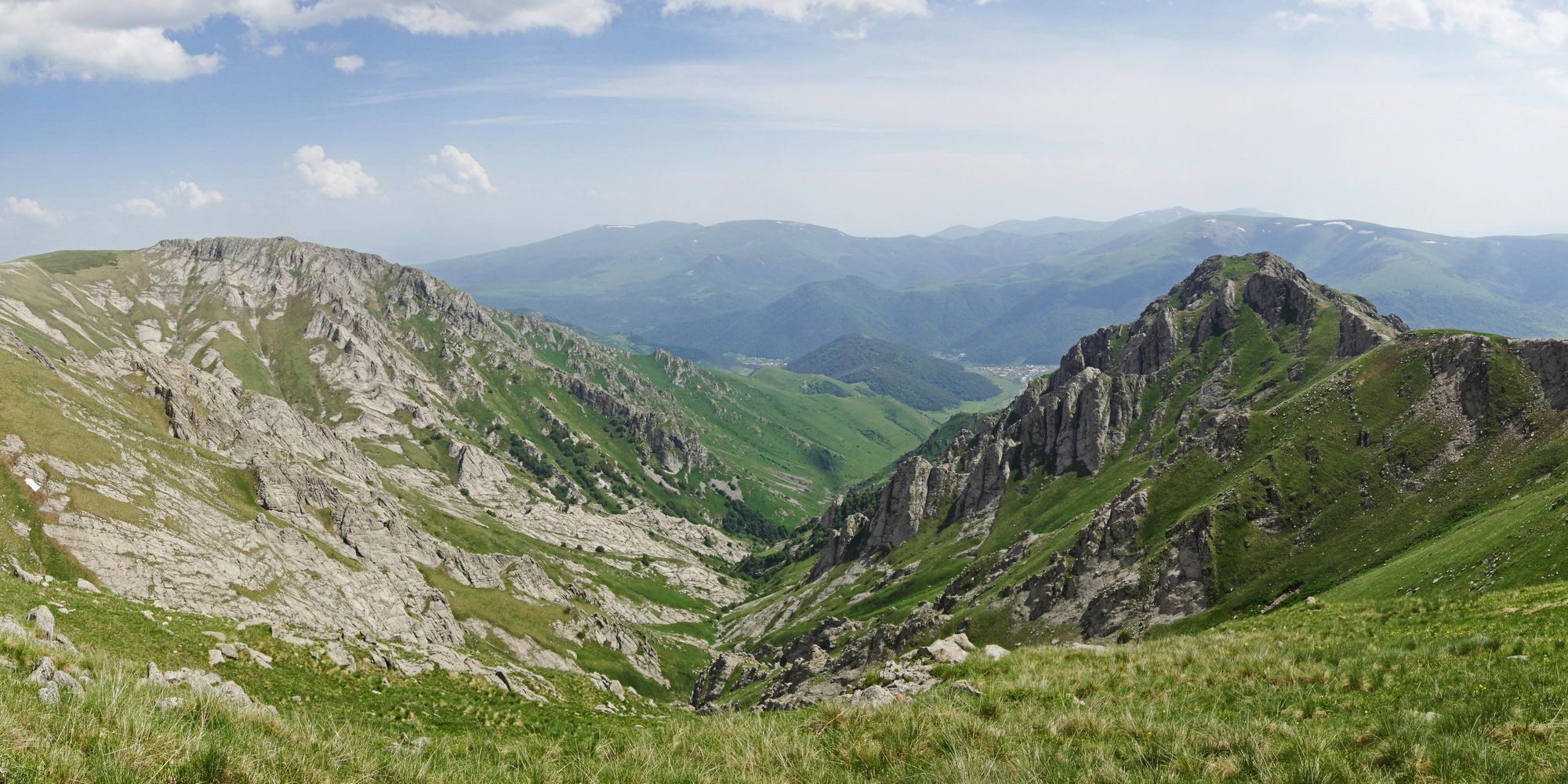
Памбакський хребет, вид з гори Артаваз

Вірменія представлена численними  гірськими хребтами. На території Вірменії розташовуються відносно великі гірські ланцюги:  Зангезурський,  Баргушатський, також нагір'я -  Гегамське.

## Список гірських хребтів
1. Зангезурський хребет
2. Гегамський хребет
3. Баргушатський хребет
4. Кечутський хребет
5. Базумський хребет
6. Севанський хребет
7. Ширацький хребет
8. Памбакський хребет
9. Варденіський хребет
10. Айоцдзорський хребет
11. Сомхетський хребет
12. Східно-Севанський хребет
13. Улублахський хребет
14. Мегринський хребет
15. Техеняцький хребет
16. Урцький хребет
17. Мургузький хребет
18. Сюнікський хребет
19. Цахкуняцький хребет
20. Гугарац
21. Арегуні
22. Зінджерлі
23. Хуступ Катару
24. Хачдашський хребет
25. Вохіабердський хребет
26. Арагацький хребет
27. Халабський хребет
28. Іджеванський хребет
29. Паравакарський хребет
30. Кяпрюсарський хребет
31. Гямбельский хребет
32. Ераноський хребет
33. Севкарський хребет
34. Данакський хребет
35. Ехнахахський хребет
36. Воскепарський хребет
37. Віраайоцький хребет
38. Папакарський хребет
39. Мтнасарський хребет
40. Мрхумський хребет
41. Хакумський хребет
42. Козманьський хребет
43. Аревікський хребет
44. Нальтекетський хребет